# Eurasianismo

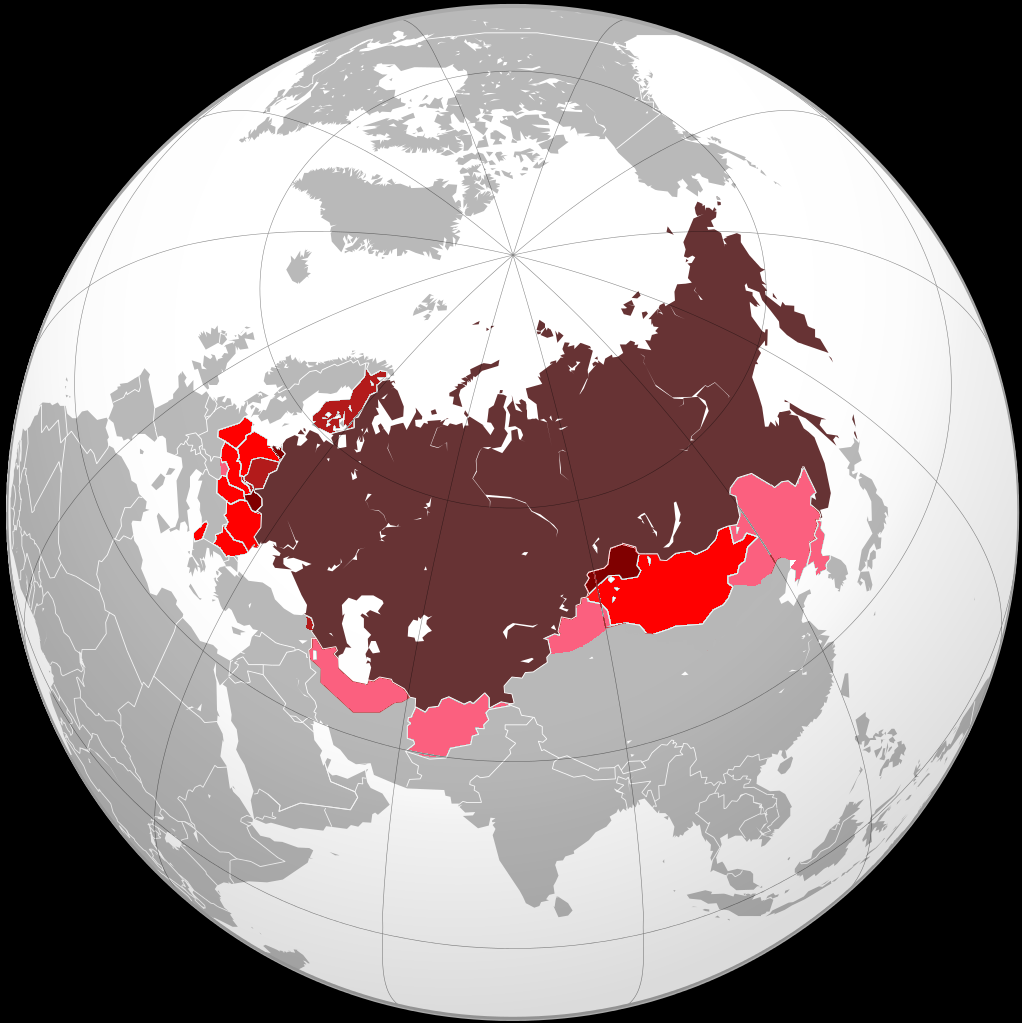
Projeção ortográfica da Rússia "Maior" / Eurásia e circunvizinhanças.
URSS em 1945 Territórios que pertenceram ao império russo
Territórios soviéticos que nunca fizeram parte do Império Russo: República Socialista Soviética Autônoma de Tuva, Oblast de Kaliningrado e Transcarpátia, Lviv, Ivano-Frankivsk (Stanislav) e Ternopil regiões do oeste da Ucrânia)
Territórios adicionais do Império Russo (Grão-Ducado da Finlândia e Polônia do Congresso)
Máxima extensão fronteiriça soviética, 1955 (Pacto de Varsóvia, República Popular da Mongólia e Coreia do Norte)
Máxima extensão da esfera de influência soviética, 1945–1946 (Invasão anglo-soviética do Irã, Invasão soviética de Xinjiang, Ocupação soviética da Manchúria).

Eurasianismo (em russo: евразийство; yevraziystvo) é um movimento político na Rússia, anteriormente dentro da comunidade de emigrantes russos "brancos", que postula que a civilização russa não pertence às categorias "europeia" ou "asiática", mas sim ao conceito geopolítico da Eurásia. Originalmente desenvolvido na década de 1920, o movimento apoiou em parte a revolução bolchevique, mas não seus objetivos declarados de instituir o comunismo, vendo a União Soviética como um trampolim no caminho para a criação de uma nova identidade nacional que refletisse o caráter único da posição geopolítica da Rússia. O movimento viu um pequeno ressurgimento após a dissolução da União Soviética no final do século XX, e é espelhado pelo turanismo dos povos turcos e das etnias de línguas urálicas.

## História

### Século XIX
O Congresso de Viena (Maio de 1814 - Junho de 1815) provocou a restauração do Antigo Regime na Europa após as mudanças promovidas pela Revolução Francesa, pelas Guerras Napoleônicas e, pelo Primeiro Império Francês. Durante o congresso, Alexandre I da Rússia pretendeu transformar a Europa continental numa federação de estados sob liderança russa e conseguir maior liberdade nos mares mas, enfrentou forte oposição da Inglaterra, que via nisto uma ameaça para sua supremacia naval.

### Século XX

#### Princípio do século

Extensão máxima do Império Russo (verde escuro).

O eurasianismo é um movimento político que tem suas origens na comunidade de imigrantes russos na década de 1920. O movimento postulou que a civilização russa não pertence à categoria "europeia" (de certa forma tomando emprestado das ideias eslavófilas de Konstantin Leontiev), e que a Revolução de Outubro dos bolcheviques foi uma reação necessária à rápida modernização da sociedade russa. Os eurasianistas acreditavam que o regime soviético era capaz de evoluir para um novo governo cristão ortodoxo nacional, não europeu, lançando a máscara inicial do internacionalismo proletário e do ateísmo militante (ao qual os eurasianistas opunham-se fortemente).
Os eurasianistas criticaram as atividades anticomunistas de organizações como a União Militar Russa, acreditando que as energias da comunidade emigrada estariam melhor focadas em se preparar para esse esperado processo de evolução. Por sua vez, seus oponentes entre os emigrados argumentaram que os eurasianistas estavam pedindo um compromisso e até apoio ao regime soviético, enquanto justificavam suas políticas implacáveis (como a perseguição da Igreja Ortodoxa Russa) como meros "problemas transitórios" que eram resultados inevitáveis do processo revolucionário.
Os principais líderes dos eurasianistas eram o príncipe Nikolai Trubetzkoy, P.N. Savitsky, P.P. Suvchinskiy, D.S. Mirsky, Konstantin Chkheidze, P. Arapov e S. Efron. O filósofo Georges Florovsky foi inicialmente um defensor, mas desistiu da organização afirmando que "levanta as questões certas", mas "apresenta as respostas erradas". Uma influência significativa da doutrina dos eurasianistas pode ser encontrada no ensaio de Nikolai Berdiaev "As fontes e o significado do comunismo russo".
Várias organizações semelhantes, em espírito, aos eurasianistas surgiram na comunidade de emigrantes no mesmo período, como o Smenovekhovtsy e o monarquista Mladorossi.
Vários membros dos eurasianistas foram afetados pela operação provocadora soviética Трест (Operação Trust), que montou uma falsa reunião na Rússia que contou com a presença do líder P.N. Savitsky em 1926 (uma série anterior de viagens também foi feita dois anos antes pelo membro P. Arapov). A descoberta do Трест como uma provocação soviética causou um sério golpe de moral do grupo e desacreditou sua imagem pública. Em 1929, os eurasianistas deixaram de publicar seus periódicos e desapareceram rapidamente da comunidade de emigrados russos.

#### Final do século

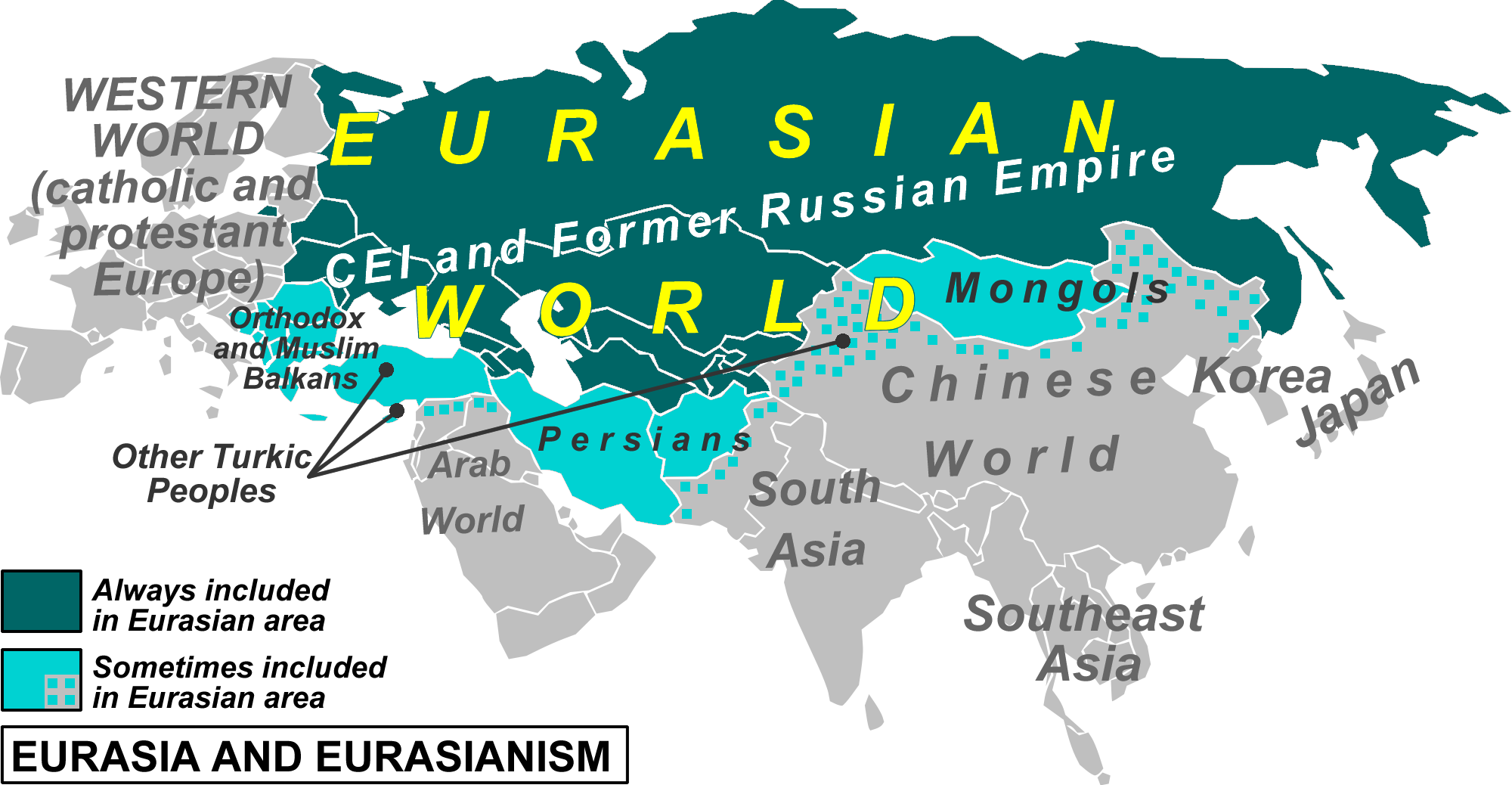
Mundo eurasiano pelo movimento político eurasianista.

A ideologia do movimento foi parcialmente incorporada a um novo movimento com o mesmo nome após a dissolução da União Soviética em 1991, quando o Partido Eurásia (em russo: Партия "Евразия"; Partiya "Yevraziya") foi fundado por Aleksandr Dugin que, também formulou a base ideológica do eurasianismo, a quarta teoria política.
O Partido Eurásia foi fundado por Dugin nas vésperas da visita do então presidente dos EUA, George W. Bush, à Rússia em maio de 2002. Em 21 de junho do mesmo ano, o partido foi registrado pelo Ministério da Justiça da Federação Russa. Críticos o consideram neofascista, rótulo que Dugin rejeita.
Muitas vezes vistas como uma forma de nacional-bolchevismo, as teorias eurasianas que compõem a ideologia do partido se sustentam em ideias como a de que Moscou, Berlim e Paris formam um eixo geopolítico natural. Dugin e o Partido Eurásia preveem um eterno conflito mundial entre os EUA e a Rússia. Segundo ele: "Em princípio, a Eurásia e nosso espaço, o coração (Rússia), continuam sendo o palco de uma nova revolução antiburguesa e antiamericana". De acordo com seu livro de 1997, The Basics of Geopolitics: "O novo império eurasiano será construído sobre o princípio fundamental do inimigo comum: a rejeição do atlantismo, o controle estratégico dos EUA e a recusa em permitir que os valores liberais nos dominem. Este impulso civilizacional comum será a base de uma união política e estratégica".
O partido espera desempenhar um papel fundamental nas tentativas de resolver o problema checheno, com o objetivo de preparar o terreno para o sonho de Dugin de uma aliança estratégica russa com estados europeus e do Oriente Médio, principalmente o Irã.
Em 1992 o geopolítico e politólogo espanhol Jorge Verstrynge publicou "El sueño eurosiberiano. Ensayo sobre el futuro de Europa".

## Neoeurasianismo
O neoeurasianismo ou neo-eurasianismo (em russo: неоевразийство) é uma escola russa de pensamento, popularizada na Rússia durante os anos que antecederam e seguiram ao colapso da União Soviética, que considera a Rússia culturalmente mais próxima da Ásia do que da Europa Ocidental.
A escola de pensamento se inspira nos eurasianistas da década de 1920, notadamente o príncipe Nikolai Trubetzkoy, enquanto P.N. Savitsky. Lev Gumilev é frequentemente citado como o fundador do movimento neo-eurasianista, e ele foi citado como tendo dito que "eu sou o último dos eurasianistas".

Países integrantes do antigo Pacto de Varsóvia.

Ao mesmo tempo, grandes diferenças foram notadas entre o trabalho de Gumilev e os dos eurasianistas originais. O trabalho de Gumilev é controverso por sua metodologia científica (o uso de sua própria concepção de etnogênese e a noção de "passionariedade" das etnoses). De qualquer forma, o trabalho de Gumilev tem sido uma fonte de inspiração para os autores neo-eurasianistas, o mais prolífico dos quais é Alexander Dugin.
A contribuição de Gumilev para o neo-eurasianismo está nas conclusões a partir da aplicação de sua teoria da etnogênese: que a ocupação mongol de 1240-1480 dC (conhecida como "jugo mongol") protegeu as etnias russas emergentes do vizinho agressivo do Ocidente, permitindo-lhe ganhar tempo para atingir a maturidade. A ideia do eurasianismo contrasta com o bizantinismo de Konstantin Leontiev, que é semelhante em sua rejeição ao Ocidente, mas se identifica com o Império Bizantino, e não com a cultura tribal da Ásia Central.
A versão de eurasianismo de Dugin é uma combinação de quatro pontos do comunismo, do nazismo, do ecologismo e do tradicionalismo. Enquanto a oposição do comunismo à liberdade econômica foi adotada, o compromisso marxista com o progresso tecnológico foi abandonado para atrair os ludistas e outros ambientalistas antitecnologia que se opunham ao industrialismo e à modernidade. O tradicionalismo foi derivado para suprimir o pensamento livre. A maior parte vem do nazismo.

## Rússia "Maior"

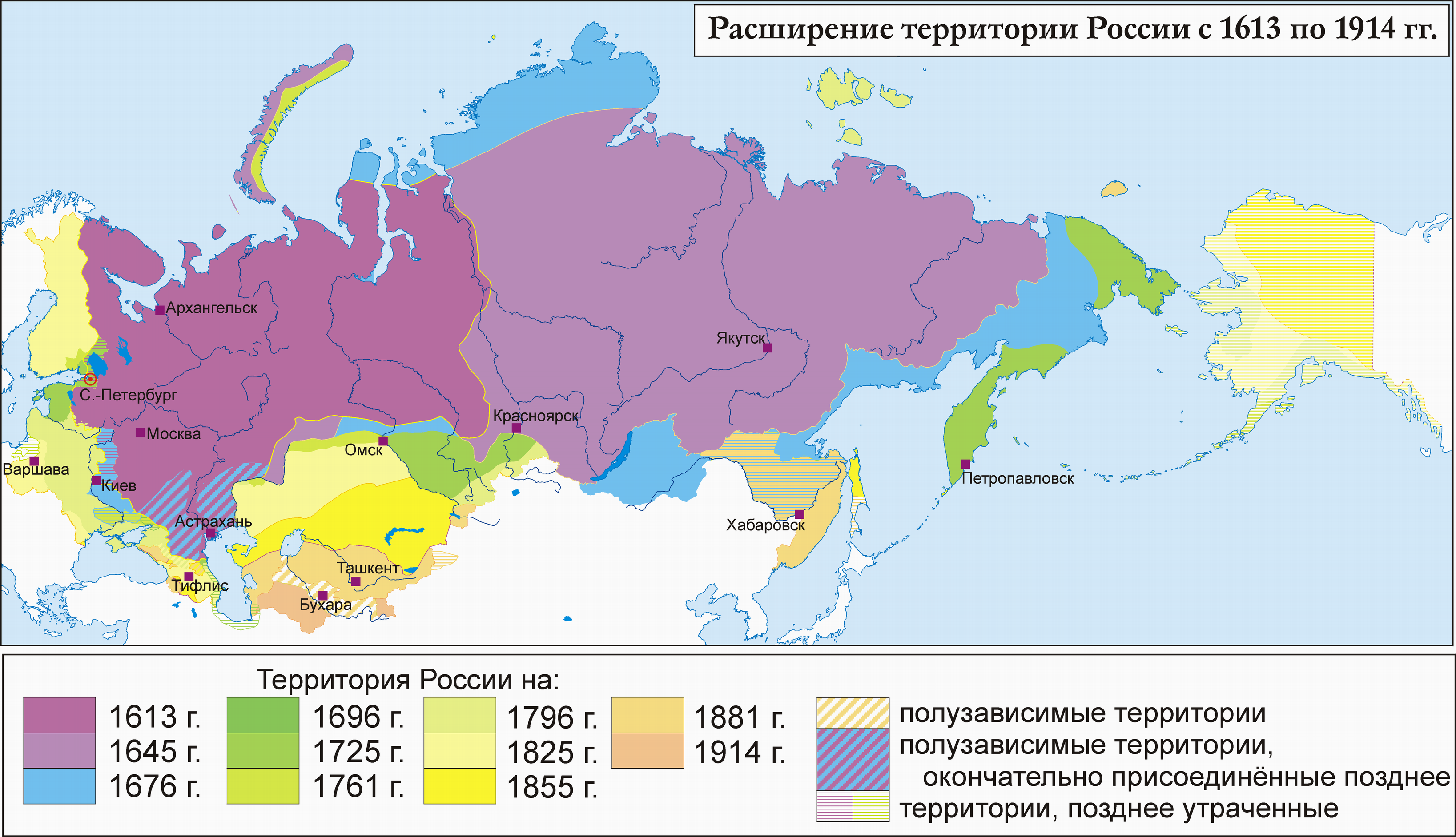
Expansão da Rússia de 1613 a 1914.

O conceito político-cultural adotado por alguns na Rússia é às vezes chamado de "Rússia Maior" (não confundir com Grande Rússia) e é descrito como uma aspiração política de nacionalistas pan-russos e irredentistas para retomar alguns ou todos os territórios das ex-repúblicas soviéticas  e território de o antigo Império Russo e as amalgamar em um único estado russo. Alexander Rutskoi, vice-presidente da Rússia de 1991 a 1993, afirmou que Narva (Estônia), Crimeia (Ucrânia) e Öskemen (Cazaquistão), entre outros territórios, declaram-se irredentistas.
Antes do início da guerra entre a Rússia e Geórgia em 2008, Aleksandr Dugin visitou a Ossétia do Sul e previu: "Nossas tropas ocuparão a capital georgiana Tbilisi, o país inteiro, e talvez até a Ucrânia e a Península da Crimeia, que historicamente faz parte da Rússia." O presidente da Ossétia, Eduard Kokoity, é eurasianista e argumenta que a Ossétia do Sul nunca deixou o Império Russo e deveria fazer parte da Rússia.

## Hungria
O partido e movimento de extrema-direita húngaro, Jobbik, defende uma forma de nacionalismo húngaro que promove o parentesco com outros povos "turanianos", incluindo os povos turcos da Ásia.

## Romênia
O ativista político Silviu Brucan esteve envolvido em moldar o eurasianismo como um conceito geopolítico, com artigos focados na política russa que foram publicados numa revista mensal chamada Sfera Politicii.

## Turquia

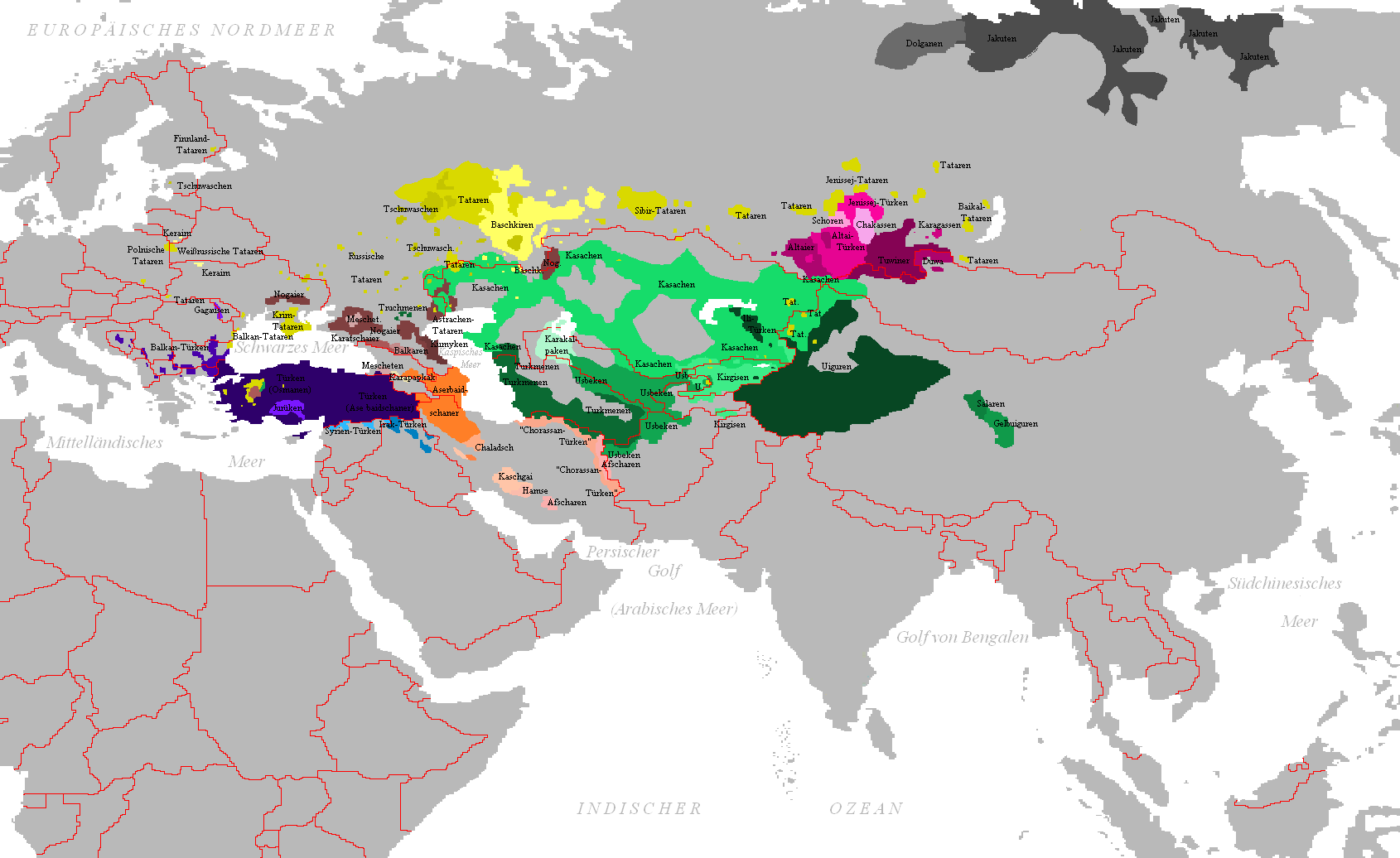
Distribuição dos povos turcos pela Eurásia.

Desde o final da década de 1990, o eurasianismo ganhou alguns seguidores na Turquia entre os círculos nacionalistas Ulusalcılık. A figura mais proeminente associada a Aleksandr Dugin é Doğu Perinçek, líder do Partido dos Trabalhadores. Alguns analistas da moderna política turca sugeriram que as elites ultranacionalistas e seculares, as quais também são afiliados membros das forças armadas turcas, que foram escrutinadas com o caso do golpe Ergenekon, têm fortes laços ideológicos e políticos com os eurasianistas.

## Na literatura
No futuro representado no romance de George Orwell, 1984, a União Soviética sofreu uma mutação para a Eurásia, um dos três superestados que dominam o mundo.
Da mesma forma, a história de Robert A. Heinlein, Solution Unsatisfactory, descreve um futuro em que a União Soviética seria transformada em "A União Eurasiana".

## Ver também

União Econômica Eurasiática.